# Gliommero
Lo gliòmmero, o gliuòmmero (dal latino glŏmŭs-glomeris = gomitolo), è stato un raffinato genere poetico popolaresco, affine alla frottola da un punto di vista compositivo, diffusosi a metà del Quattrocento negli ambienti letterari della corte aragonese del Regno di Napoli, fiorito fino al Cinquecento. Fu Francesco Torraca il primo a stabilire l'identità tra frottola e gliommero.

## Nome, forma metrica, contenuti
Il suo nome è un vezzeggiativo in napoletano, il cui significato - gomitolo - «rimanda al succedersi caotico di pensieri e sentenze nella forma di endecasillabi con rimalmezzo (endecasillabi frottolati)», in cui, al pari della frottola, «affastella i più varî argomenti: allusioni a fatti della giornata, ricordi di vecchie storie e leggende, ricette fantastiche, proverbî, ecc.».
Questi contenuti erano espressi con un registro linguistico incostante, in bilico «fra elementi dialettali e stilemi latineggianti».

## Caratteristiche
I prodotti di questo frequentato genere letterario, nell'ambiente della corte aragonese, erano prologhi a testi cavallereschi destinati alla pubblica lettura.
Gli elementi formali che caratterizzano il genere sono la forma epistolare, la struttura metrica a endecasillabi frottolati  (endecasillabi con rimalmezzo), la fluidità tra differenti registri linguistici, con la loro coabitazione e contaminazione espressiva e, infine, la scrittura in forma di monologo.

## Esempi
Si sa che tra i poeti che si dedicarono alla composizione di gliuommeri vi fu Jacopo Sannazaro. Ed è proprio del Sannazzaro l'unico esemplare conservatoci dalla tradizione, rinvenuto da Francesco Torraca tra le rime volgari dell'umanista napoletano.
Al genere dello gliommero viene accostato il Processus criminalis del salernitano Vincenzo Braca, autore legato al genere letterario della farsa cavaiola.

### Esempio latino in Filippo di Joinville
Nel Trecento, Filippo di Joinville scrisse uno gliommero latino raggomitolando assieme vari proverbi. Ecco i versi iniziali:
Decem
sunt porro decem - si novem
sunt porro novem. - Si sentis pluere
Jovem sine pluere. - Qui velit considera.
Dum clara fulgent sydera - tempus est serenum.
Qui vadit ultra Renum - eget sensu.
De parcium consensu - fiunt pacta.
Via bene peracta - est evitanda
nec est habitanda - domus iniqua.
A sede iniqua - tu bene secedis.
Numquam secedis - sine causa.